# Ace Records
Pour les articles homonymes, voir Ace.
Ace Records est un label discographique indépendant américain, anciennement basé à Jackson, dans le Mississippi, actif entre 1955 et 1997.

## Histoire
Ace Records est créé à Jackson dans le Mississippi en 1955 par Johnny Vincent, un entrepreneur local déjà impliqué dans le commerce de la musique et qui travaillait également comme dénicheur de talents pour Specialty Records. Le premier single du label est enregistré par Earl King dans le studio de Trumpet Records. Ace Records produit de nombreux artistes de La Nouvelle-Orléans. Le label est relancé en 1971 et vendu en 1997 au Demon Music Group au Royaume-Uni.

## Ace Records U.K.
Le label décline peu à peu après 1966. En 1997, Vincent le vend à une société du Royaume-Uni, Music Collection International. L'actuel Ace Records est spécialisé dans la réédition de musique des années cinquante et soixante, rhythm and blues, doo-wop, rock 'n' roll, soul, et possède les droits de nombreux labels disparus autres que Ace, tels que Flip Records, Modern Records ou Excello Records.

## Artistes
Ace a enregistré des artistes tels que Earl King, Frankie Ford, Jimmy Clanton, Huey « Piano » Smith, Joe Tex, Scotty McKay, et Bobby Marchan.

## Discographie notables
- 1957 : Rockin' Pneumonia and the Boogie Woogie Flu de Huey « Piano » Smith and the Clowns
- 1958 : Don't You Just Know It de Huey « Piano » Smith and the Clowns
- 1958 : Just a Dream de Jimmy Clanton
- 1958 : Sea Cruise de Frankie Ford
- 1959 : Go, Jimmy, Go de Jimmy Clanton
- 1960 : Gee Baby de Joe and Ann
- 1962 : Pop-Eye de Huey « Piano » Smith and the Clowns
- 1962 : Venus in Blue Jeans de Jimmy Clanto,